# Alfred Bate Richards
Alfred Bate Richards, född den 17 februari 1820 i Worcestershire, död den 12 juni 1876 i London, var en engelsk författare.
Richards var redaktör av Daily Telegraph från denna tidnings begynnelse och redigerade från 1870 Morning Advertiser. Han var en av skarpskytterörelsens första och mest nitiska målsmän. Bland Richards utgivna arbeten kan nämnas Death of the Magdalen, and other poems (1847), dramat Cromwell (samma år; 4:e upplagan 1876), vilket uppfördes med ovanligt stor framgång, Minstrelsy of war, and other poems (1854) samt romanen So very human (1871).